# لزلی زن
لزلی زن (انگلیسی: Lezley Zen؛ زاده ۱۹ فوریهٔ ۱۹۷۴) یک بازیگر پورنوگرافی اهل ایالات متحده آمریکا است.